# Gertrud Hundenborn
Gertrud Hundenborn (geb. 1953) ist eine deutsche Krankenschwester, Fachautorin und Pflegepädagogin. Bis 2019 war sie Professorin für Pflegepädagogik und Pflegefachdidaktik an der Katholischen Hochschule Nordrhein-Westfalen. Hundenborn war von 2018 bis 2023 Mitglied der Fachkommission nach dem Pflegeberufegesetz, die im Auftrag der Bundesregierung Rahmenlehrpläne für die generalistische Ausbildung von Pflegekräften erstellt.

## Werdegang
Gertrud Hundenborn entdeckte ihre Leidenschaft für die Pädagogik schon während ihrer Schulzeit, als sie bis zu ihrem Abitur Nachhilfeunterricht in mehreren Fächern erteilte. Hundenborn absolvierte im Jahr 1975 die Ausbildung zur Krankenschwester. In diesem Beruf war sie neun Jahre lang tätig. Von 1984 bis 1986 bildete sie sich zur Lehrerin für Pflegeberufe fort, dann übernahm Hundenborn die Leitung des Referates Krankenpflege an der Caritas-Akademie in Köln. Von 1994 bis 1997 war sie Lehrbeauftragte für Pflegewissenschaft im Fachbereich Gesundheitswesen der Katholischen Hochschule Nordrhein-Westfalen. Seit 1997 lehrte sie an dieser Hochschule als Professorin für Pflegepädagogik. Hundenborn war zudem Abteilungsleiterin am Deutschen Institut für Pflegeforschung (DIP). Im März 2019 wurde Hundenborn emeritiert.

### Schwerpunkte
Hundenborn war an der Entwicklung eines systemischen Ansatzes von Pflege beteiligt, der im Jahr 1994 veröffentlicht wurde. Diese Systematik beschreibt einen wechselseitige Einflussnahme von Pflege und Patient aufeinander, wobei beide Akteure ihrerseits durch die Faktoren Wertsystem, Gesellschaft, Institution und Pflegesituation beeinflusst werden. Als bundesweit anerkannte Expertin für Lehrplanentwicklung arbeitete sie an zahlreichen Ausbildungskonzepten mit. So war sie Mitautorin der im Jahr 2003 veröffentlichten Ausbildungsrichtlinie für die staatlich anerkannten Kranken- und Kinderkrankenpflegeschulen in Nordrhein-Westfalen und erstellte einen Entwurf für eine empfehlende Richtlinie für die Altenpflegeausbildung.

## Reform der Pflegeausbildung
Hundenborn war Vorsitzende der im Jahr 2018 vom Bundesministerium für Gesundheit und vom Bundesministerium für Familie, Senioren, Frauen und Jugend eingesetzten Fachkommission nach dem Pflegeberufegesetz, die mit der Erarbeitung von Rahmenlehrplänen für die Pflegeausbildung beauftragt war. Unter ihrer Leitung entwickelte die Fachkommission Lehrpläne für eine generalistische Pflegeausbildung, die Hundenborn bereits im Jahr 2005 im Buch Wirksame Ausbildungen entwerfen" (hep-Verlag, Bern) beschrieben hatte. Das im Jahr 2018 verabschiedete Pflegeberufegesetz sieht Hundenborn als eine Stärkung des Pflegeberufes an. Zudem bewertet sie die Möglichkeiten, die sich für Pflegekräfte künftig auf Basis dieser generalistischen Ausbildung ergeben, als positiv. Der Pflegeberuf werde ihrer Ansicht nach dadurch weniger schmalspurig und lebensphasebezogen, sondern böte mehr Gelegenheit zum Wechsel zwischen den Versorgungsbereichen.

## Ehrungen
Für ihre Pionierarbeit in der Pflegepädagogik und der Pflegedidaktik erhielt Hundenborn im Jahr 2020 den Deutschen Pflegepreis. Zusammen mit ihr zeichnete der Deutsche Pflegerat auch Ingrid Darmann-Finck aus. Insbesondere wurde die Tatsache hervorgehoben, dass sich Hundenborn nicht nur mit Forschung begnügt, sondern die Umsetzung wissenschaftlicher Erkenntnisse in die Praxis vorangetrieben habe. So habe sie geholfen, zentrale Strukturen weiterzuentwickeln, Studiengänge aufgebaut, Forschungsverbünde unterstützt und durch Netzwerkarbeit Institutionen aus Wissenschaft, Politik und Pflegepraxis verbunden.

## Publikationen
Hundenborn publiziert schwerpunktmäßig zu den Themenfeldern Pflegedidaktik und -ausbildung.

### Eigene Bücher
- Fallorientierte Didaktik in der Pflege. Grundlagen und Beispiele für Ausbildung und Prüfung, Elsevier Verlag, München 2007

### Beiträge zu Büchern
- mit Roland Brühe: Kompetenzorientiertes Curriculum für eine Pflegeausbildung mit generalistischer Ausrichtung, in: H. Kaiser: Wirksame Ausbildungen entwerfen. Das Modell der Konkreten Kompetenzen, hep-Verlag, Bern 2005[4]
- Stationäre Akutpflege in Beate Rennen-Allhoff und Doris Schaeffer: Handbuch Pflegewissenschaft, Juventa Verlag, München 2000

### Fachartikel
- mit Roland Brühe: Kompetenz und Performanz. Lernerfolgsüberprüfung in der praktischen Pflegeausbildung, in PADUA, 3. Jahrgang Heft 5 (2008)[4]
- Pflegebildungsforschung, in Perspektiven 1 (2002)

### Sonstiges
- Zur Entwicklung von Pflegewissenschaft und Pflegeforschung. Eine Gemeinschaftsaufgabe der Partner im Gesundheitswesen Institut für Pflegewissenschaft an der Universität Bielefeld. Band p98/102. Die Bedeutung der Pflegewissenschaft für die Professionalisierung der Pflege. Eine Tagungsdokumentation, Bielefeld 1998[4]
- Professionelle Pflege – Laienpflege. Konfliktfeld – sinnvolle Ergänzung? Caritas-Gemeinschaft für Pflege- und Sozialberufe, Diözesengemeinschaft Köln, Dokumentation der Fachtagung, 1996

## Videopodcasts
- Pflegebildung: Episode I des Videopodcast. „Rückblick 2020. Neue Pflegeausbildung, neuer Pflegeberuf“. Roland Brühe im Gespräch mit Gertrud Hundenborn. 15. Januar 2021. Dauer 52:15 min. Videopodcast Rückblick 2020
- Pflegebildung: Wegbereiterinnen persönlich (1). Roland Brühe im Gespräch mit Professorin Gertrud Hundenborn. 28. Juli 2023. Dauer 1h:05:08. Videopodcast Wegbereiterinnen persönlich (1)